# グリーン車
グリーン車（グリーンしゃ、Green Car）は、日本国有鉄道（国鉄）およびJRグループ各社の旅客列車や、JR以外の各鉄道会社などの車両のうち、普通車に比して乗客1人当たりの占有面積が広く、豪華な設備が施されているなどの理由で別途料金が発生する特別車両の名称である。
1969年（昭和44年）5月10日の国鉄運賃改定時に従来の等級制を廃止し、運賃および特急・急行料金で単一運賃・料金が採用された。これにより、従前の1等座席車（3等級制時代の2等座席車）が「グリーン車」となり、従来の1等運賃と1等特急・急行料金（それぞれ2等の2倍）を支払う方式から、運賃および特急・急行料金のほかにグリーン料金（特別車両料金）を別途支払い、グリーン券（特別車両券）を購入する方式に改められた。
3等級制時の二等車および2等級制時の一等車の後身であり、車体の等級記号はイロハの「ロ」である。新幹線では十の位を「1」としている（N700系・N700Sでは700系と重なるため全室車両が「7」（N700Sは「3」）、普通車との合造車が「6」をそれぞれ使用。このほか、2階建車両で「4」「7」を使用するケースもある）。扉横の車体や内ドアにはグリーン車を表す四つ葉のマーク（後述）が標記される。寝台車においては、「グリーン寝台」という区分はないものの、「A寝台」「B寝台」で区分される中では「A寝台」がこれに該当するとされる。

## 名称
名称の「グリーン」の由来は、2等級制時の一等車時代から側面窓下に表示されていた淡緑色（淡緑6号）の帯の色および硬券の色を基にしたとされる。同時に四つ葉のクローバー"を模した黄緑色（黄緑7号）の「グリーンマーク」も制定された。しかし、1978年（昭和53年）の塗装規程改定により淡緑色が廃止され、JR分社後の現在ではグリーンマークのみになっている。
マークは時刻表や発車標でも用いられている。これらの単色で表示する媒体の場合、葉に当たる部分を線と同色で塗色しているものが指定席、地の色と同色のものが自由席と区別している。
グリーン車 (GREEN CAR) は事実上名称化しているが、英語の案内などでは下記にある通り、等級不詳である「GREEN CAR」ではなく、一等車という意味合いで「First Class」と表記する場合もある。しかし、グリーン車とは別に「新幹線のファーストクラス」を標榜する「グランクラス」も導入している（後述）。

## 車両設備

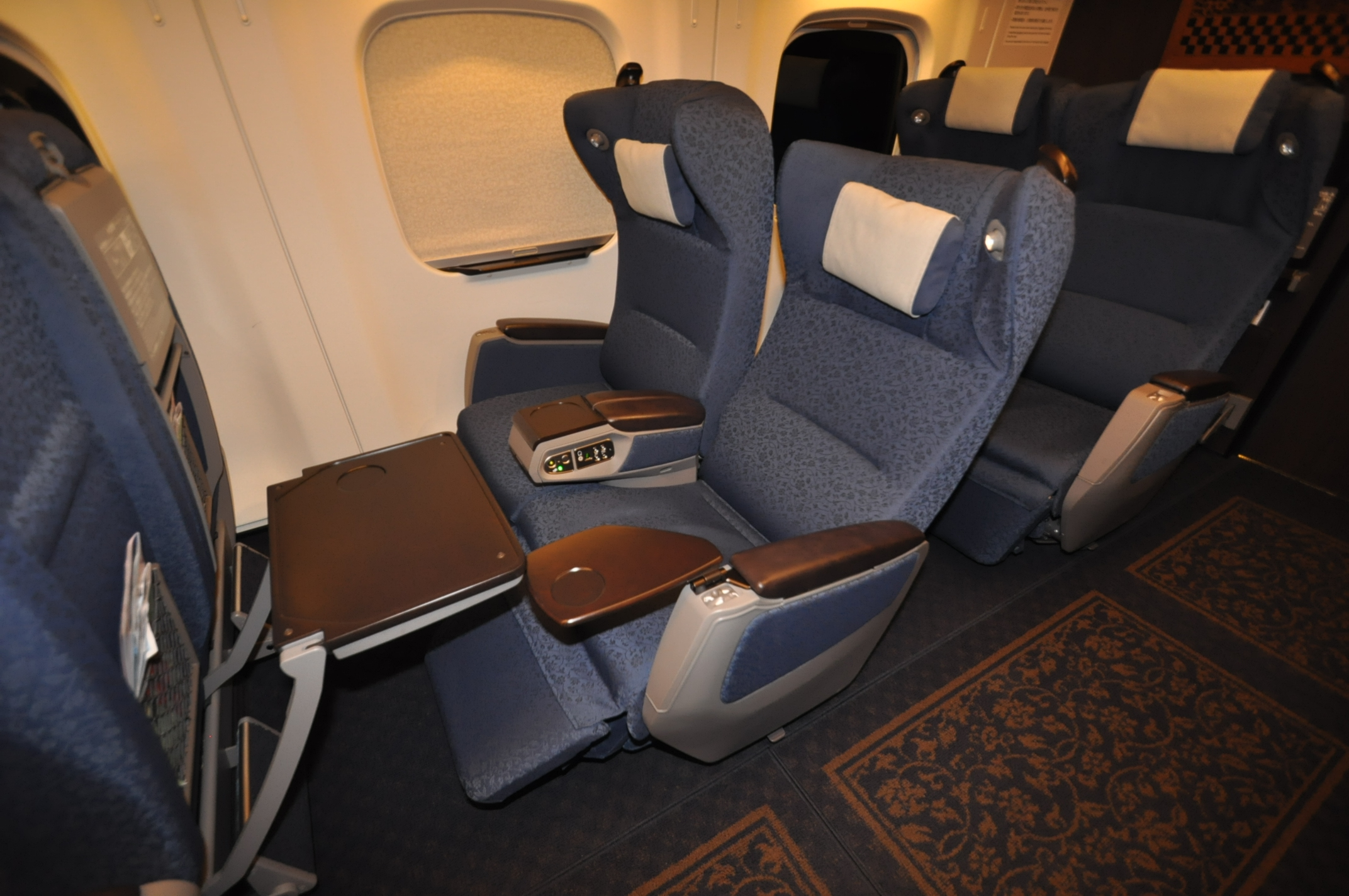
山陽・九州新幹線（みずほ、さくら、つばめ、一部ひかり、こだま）N700系7000番台、8000番台のグリーン席

基本的には座席間隔（シートピッチ）が普通車のそれに比べ広い、ないしは腰掛の横幅が広い物を用いている。また、腰掛自体もジョイフルトレインや個室の類を除いて、一般にリクライニング機構を装備した回転式クロスシートを用いている。グリーン車の設備には特別二等車を源流に持つ特急（新幹線を含む）・急行用と、「並ロ」「並二」と呼ばれた一般の二等車を源流に持つ普通列車用の2系統があり、後者の設備は前者に比べて簡素で、利用料金もそれぞれ別個に設定されている。
特別席という観点から本席を先頭車に設定し、運転席後ろの仕切りをガラス張りにして「パノラマ型」にしたものや2階建て車両の上部に設定する場合もある。また、トイレの利用などで車内を通り抜けるだけの乗客がむやみに立ち入らないようにする目的から先頭車に設定されることもある。一方、編成の長い東海道・山陽新幹線では乗客が乗降時に駅ホームの端まで歩かなくてすむよう、グリーン車車両を編成中央に連結している。東北・上越新幹線においてはこの2つを折衷する形で単独編成では先頭車両かその隣の車両をグリーン車としつつも、併結時には編成中央に来るような配置がとられている。

### 特急・急行用

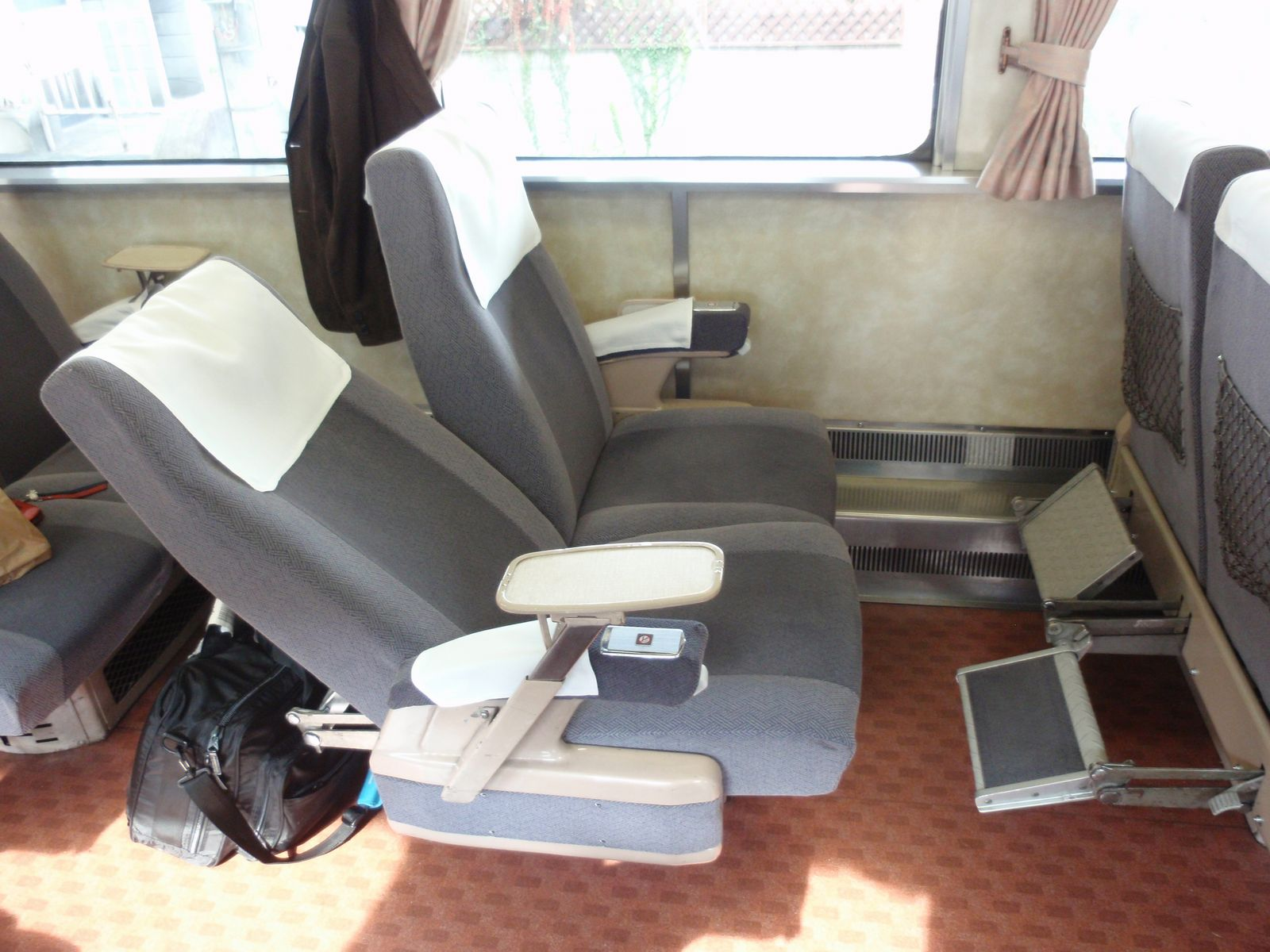
グリーン車（キロ180形）のリクライニングシート。手前側は背もたれをいっぱいまで倒し、側面のテーブルを引き出し、フットレストの布張りの面を表に向けた状態。

現在の特急・急行用グリーン車の源流となるのは、1950年に製造された初の特別二等車であるスロ60形である。翌1951年に製造されたスロ53形では、後の特急・急行用グリーン車の標準様式となる座席間隔（シートピッチ）1,160mm、20m級全室車の場合定員48人が確立された。この様式は、1986年の国鉄最末期に製造されたキロハ186形にまで踏襲されている。なお、後述する民営化後も定員や横2+1配列の登場などの点で差異のある車両は登場しているものの、シートピッチ1,160mmの寸法は一部の例外を除いてスロ53形の登場後70年以上の長きにわたり踏襲され続けている。
1987年（昭和62年）の国鉄分割民営化後は、標準化を旨とした国鉄時代と異なり、国鉄を引き継いだJR旅客鉄道会社が線区や列車の事情に応じた設備のグリーン車を製造あるいは既存車を改造した。これにより、グリーン車の設備は一気に多様化した。それまでは2+2人掛けの4列配置が一般的であった座席配置も、観光需要の多い路線・列車を中心に2+1の3列配置が採用され、一部の路線を除いて新造・改造車ともに拡大する傾向にある。
また平成期以降、私鉄各社にもに僅か数百円の追加料金で横幅の広い2+1列のデラックス型シートに乗車できる列車が設定された。こうしたことなどから、シートピッチは広くても2+2では見劣りすると考える乗客の価値観の変化も影響していると考えられ、中には個室を設置する列車も現れた。
こうして2+1人掛けの3列配置が国鉄の民営化以降主流となっていったが、JR東日本では1993年（平成5年）に営業運転を開始した255系以降の特急形車両では、ジョイフルトレイン以外ではわずかな例外を除き、定員確保の観点から再度国鉄時代のような2+2の配置となっている。なお、かつてJR東日本では自社線内に限り、新幹線および一部の特急を除いて乗車距離が300km以内のグリーン料金が他のJR各社より240円 - 1,000円安く設定されていたが、2022年春のダイヤ改正で値上げされ、他社と同様の料金体系となった。また、JR東海でも、最初期に登場したサロハ371形では2+1配置を採用したが、後に導入したクロ383形では2+2配置に戻されている。
新幹線では車体幅が在来線より広いこともあり、東海道新幹線開業時から基本的に2+2列の配置である。例外は、100系・200系にかつて存在した1 - 4人個室と、いわゆるミニ新幹線として在来線規格で製造された400系が2+1列として設定されたのみである。なお、ミニ新幹線用として後に製造されたE3系以降は定員確保のため2+2列で配置されている。
座席についても、従来からの標準であったリクライニング機構、テーブル、フットレストのみならず、レッグレストを設置したり、特にJR民営化直後に登場した列車では各席に小型液晶テレビを設置したり、音楽を配信するオーディオ・ヴィジュアルサービスを提供したりするものまでが出現した。また、サービス面でも、フリードリンク・菓子類や雑誌（車内誌）の提供、女性客室乗務員によるサービスなど内容の向上が見られたが、現在では経費削減のため軒並み取り止められている。

### 普通列車用

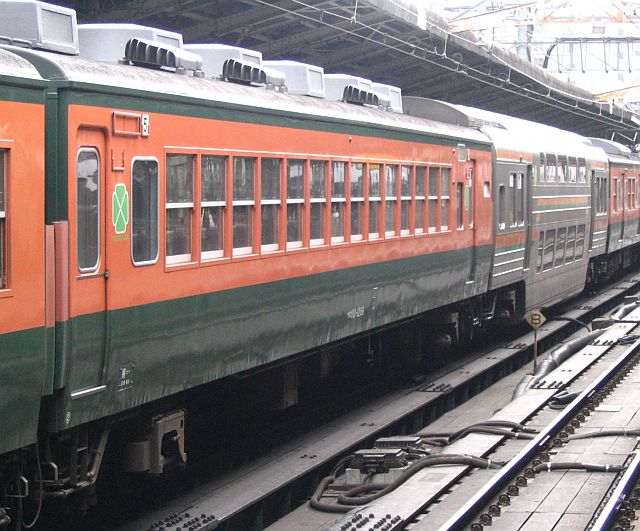
113系サロ110形1200番台とサロ124形

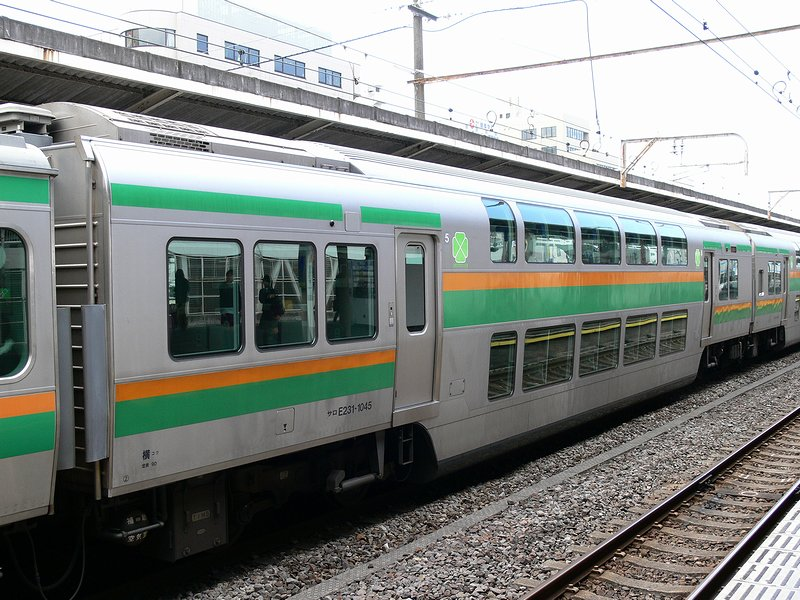
E231系サロE231形1000番台（後方にサロE230形1000番台もある）

普通列車用グリーン車については、通勤輸送に使用されるという性格上、着席すること自体がサービスとなっており、座席定員を確保するため、特急・急行用のものと異なった発展を遂げた。設備としては、特急用の普通車レベルが標準であり、定員は60人前後である。また、座席は、特急用普通車の設備向上に伴って変遷してきた。中には余剰となった特急・急行用車両のグリーン車を転用したり、グレードアップの目的でそれら並みの設備を持って新製されたものもあるが、定員が少ないため早期に淘汰の対象となっている。
1950年代以前の二等車には、転換クロスシートのものと座席間隔を大きくとったボックスシートのものがあったが、1960年代以降には回転クロスシートが一般的となった。1973年には、グリーン車の設備向上を狙って急行形並みの設備を持ったサロ113形が新製されたが、定員の減少のため乗客の評判が悪く、早期の転出（京阪神地区へ）を余儀なくされている。その反省から、定員を60人に増やし簡易リクライニングシートを装備したサロ110形1200番台が1976年から製造され、以後の標準形となった。
1980年代以降、グリーン車が連結されている東海道本線や横須賀線では、通勤ラッシュ時を中心に乗車定員を上回る乗車が見られ、グリーン車でありながら乗客の立席乗車が恒常化していたため、さらなる座席定員増加を狙って、国鉄分割民営化後の1989年（平成元年）からは、2階建て構造で製造されている。この先駆けとなったのは、サロ212・213形およびサロ124・125形である。これにより、座席定員は1.5倍の90人に増加され、これ以降製造される車両の標準形となっている。

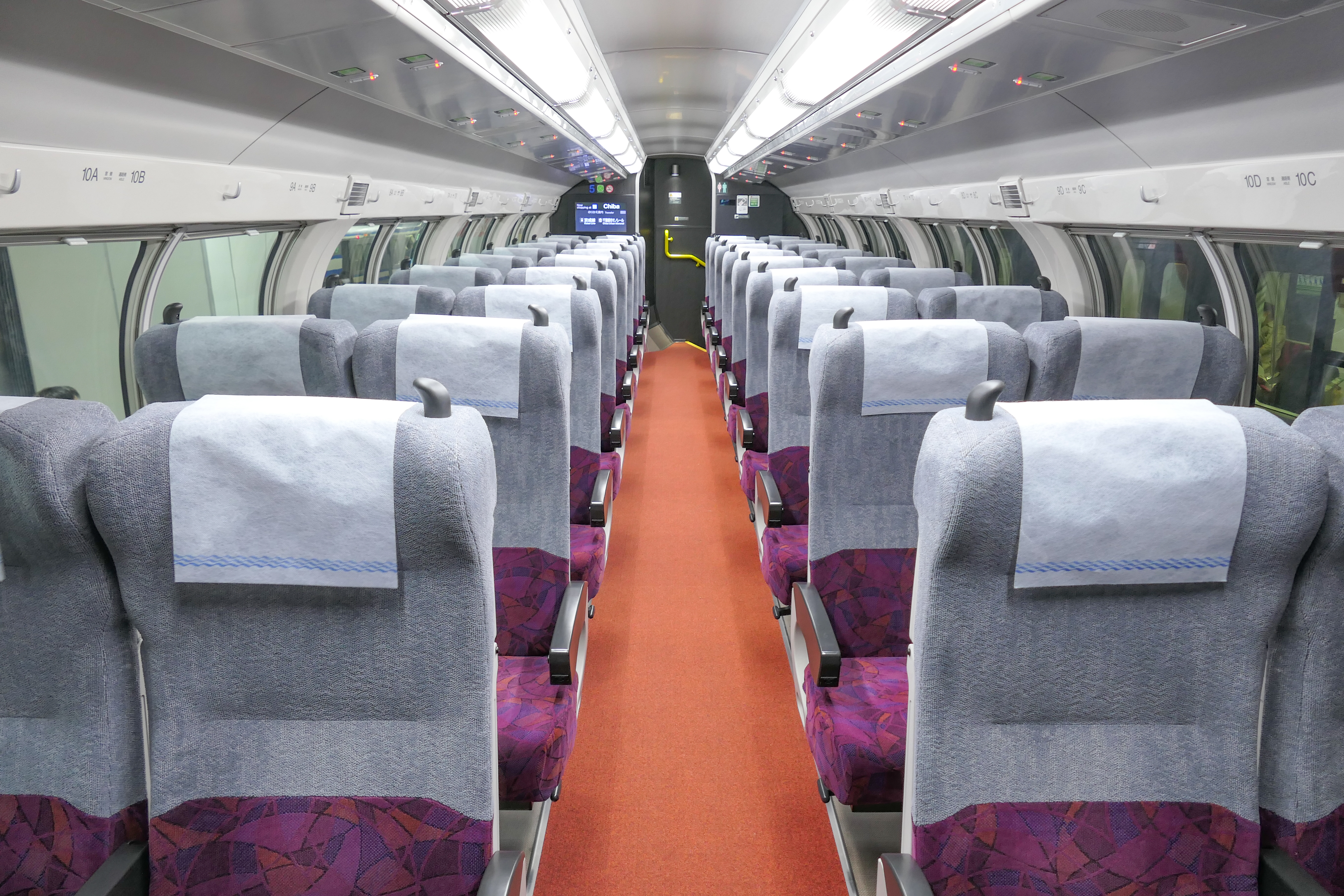
E235系1000番台のグリーン車

首都圏以外では、1988年に登場した瀬戸大橋線の快速「マリンライナー」にもグリーン車が連結されている。ただ、マリンライナーは快速列車ではあるものの、本州 - 四国間の都市間輸送、東海道・山陽新幹線や四国内の特急列車と連携した長距離輸送といった使命も兼ねていることから、首都圏の快速・普通列車グリーン車とは性格がまったく異なる。そのため、快適性や眺望性などといった特急・急行用グリーン車に求められる点も重視され、座席も自由席ではなく指定席となっている。

### グリーン個室
「サフィール踊り子」（E261系）、かつての新幹線100系や「成田エクスプレス」（253系）等には、個室グリーン席があり、個室単位で座席が販売される。JRに乗入れる私鉄特急車両についても等級が設定され、「スペーシア日光」（東武100系）の個室はグリーン個室に相当する設備とされた。

### その他のグリーン車
上記のほか、1970年代から1980年代にかけて国鉄・JRに登場したお座敷列車（畳敷きの和風車両）、欧風列車などのいわゆるジョイフルトレインも大半がグリーン車として設定されていた。2000年代以降のジョイフルトレインでは普通車に設定、或いはグリーン車から格下げした車両が増えているが、一部例外もある。
また、一般用の列車においても、和風車両などをグリーン席として指定した事例がある。例えば、1985年（昭和60年）から1989年（平成元年）まで食堂車を改造した和風車両に「だんらん」の愛称を与え、L特急「雷鳥」に連結された。

## 運行状況

### 特急・急行列車

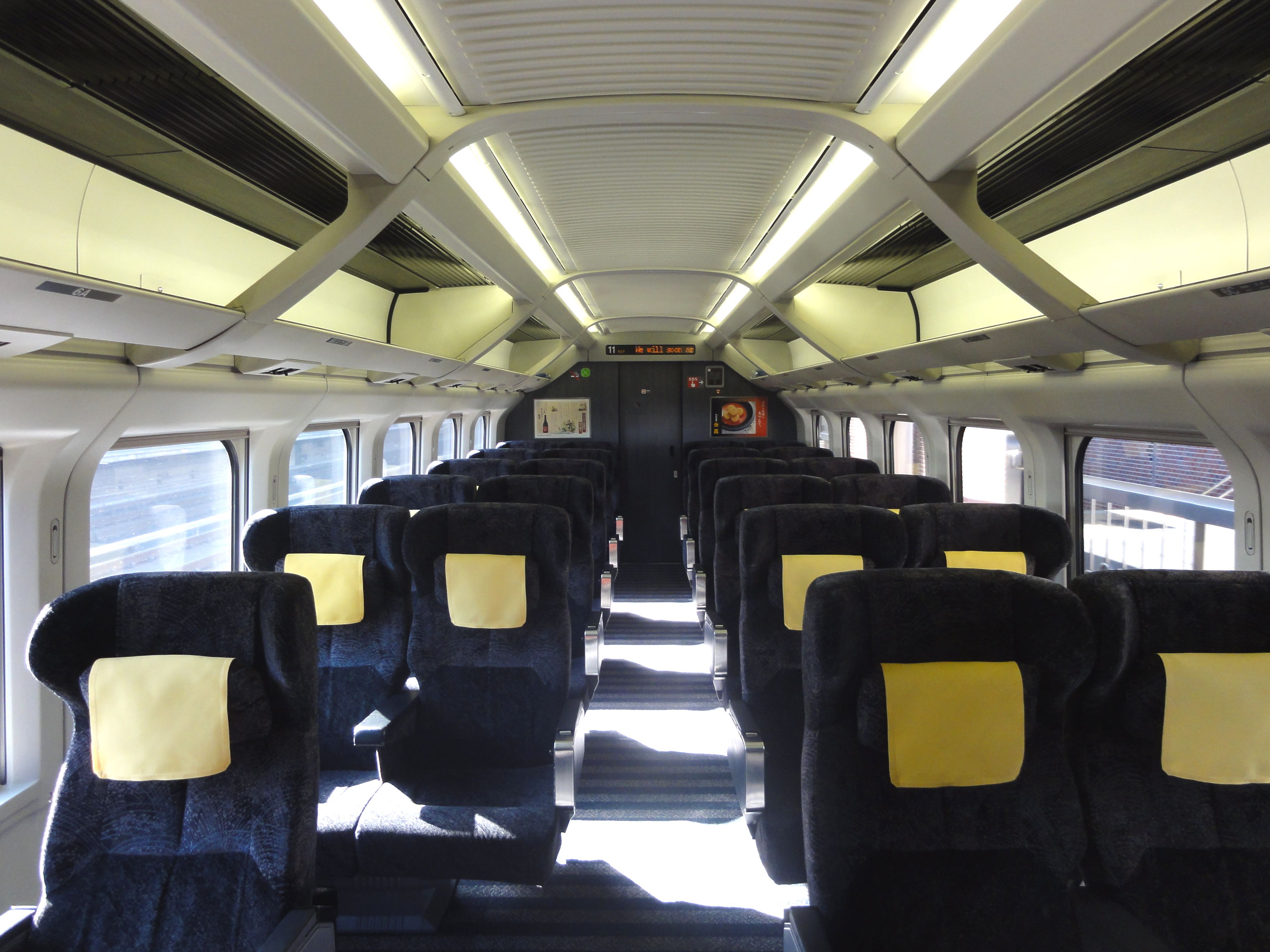
E3系のグリーン車

特急列車の場合、新幹線を含めて比較的利用度の高い列車には1両は連結されているが、国鉄末期には利用度の少ない特急ではグリーン車の連結を省く例も多くなった。しかし、グリーン車の利用が可能な「フルムーン夫婦グリーンパス」や「ナイスミディパス」などの特別企画乗車券が発行されるようになると、1両の半分程度（概ね10席から20席程度）のグリーン室を再び設置する例も出てきた。
また、急行列車でも、かつては比較的利用度の高い列車には昼行・夜行ともに連結されていたが、2003年（平成15年）に昼行急行列車のグリーン車は消滅し、2012年（平成24年）3月17日ダイヤ改正以降では定期列車としては運行を終了した。
特急列車の場合は原則的に座席指定席制であり、急行列車でも特別二等車以来の伝統から座席指定席制が多かったが、1996年（平成8年）まで急行列車であった「東海」など一部の急行列車には座席指定を行わない自由席のグリーン車を連結する事例も見られた。2022年時点で定期列車における新幹線・特急列車での自由席グリーン車の設定はないが、例外的に臨時列車では全席自由席とするケースがある（この場合、車掌が車内で検札時に発売）。
2000年代からは、以下に示すように従来のグリーン車よりも設備やサービスの水準を上げ、料金も従来のグリーン料金より高額に設定した席を設ける例が見られる。
従来は寝台券と共に通年同額であったが、JR北海道の在来線以外で2023年4月1日より、閑散期・通常期・繁忙期・最繁忙期の区分が導入された。なお、JR九州の在来線では閑散期の設定はない。また、JR北海道の在来線、JR東日本と東武鉄道間を直通運転する特急列車、JR東日本の旅客営業規則別表第1号の2の特急列車、及びJR四国のものがたり列車では閑散期・通常期・繁忙期・最繁忙期の設定はなく、通年同額である。

#### DXグリーン

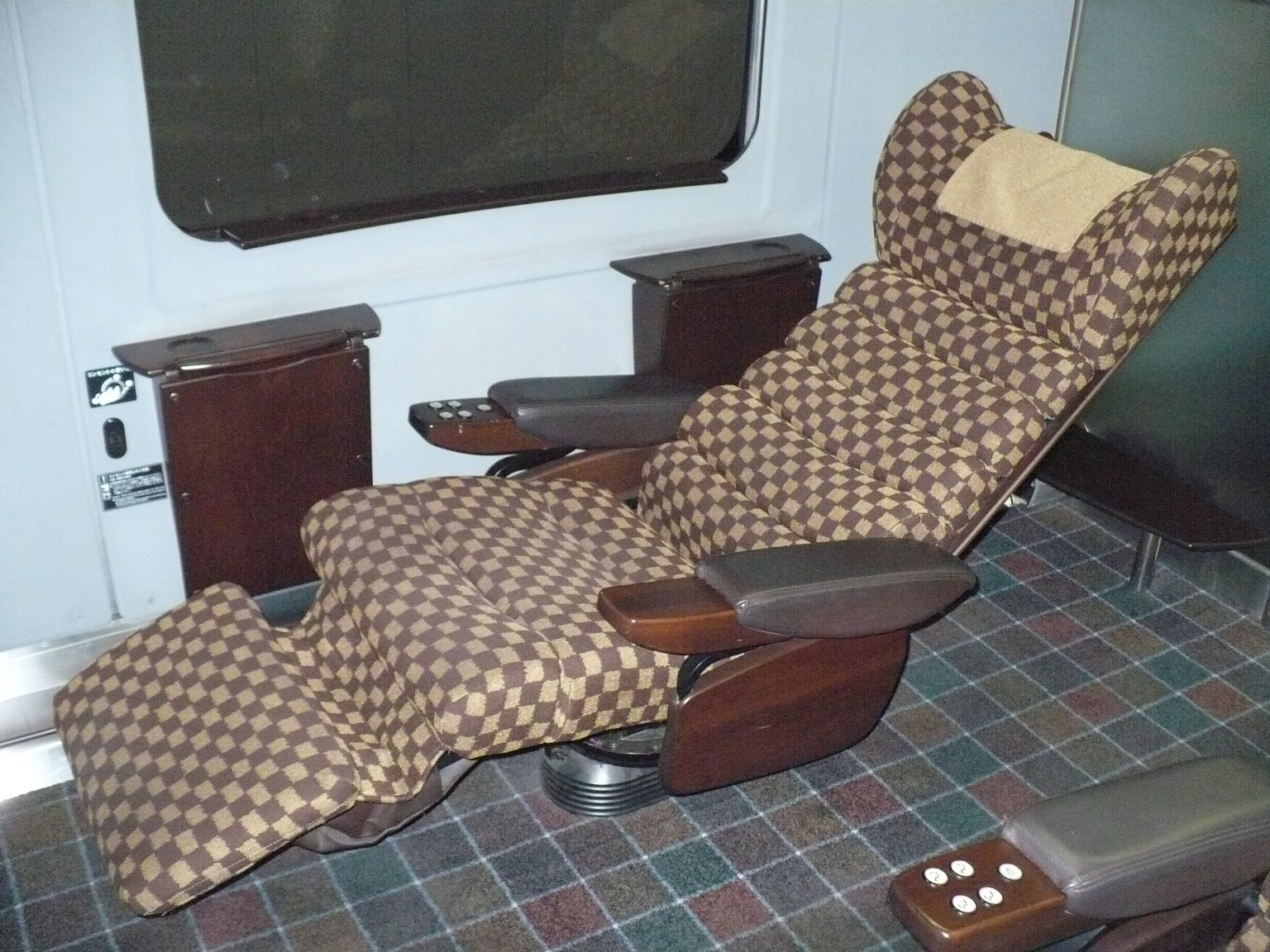
DXグリーン

DXグリーン（デラックスグリーン）は、九州旅客鉄道（JR九州）の787系に設置されている。2005年10月1日に運行を開始し、2022年9月23日現在は787系の6両編成または7両編成が充当される特急列車に設定されている。
クモロ787形に設けられていたトップキャビン（6人個室）を廃止し、その部屋に2人掛け座席と1人掛け座席を1列のみ配置した3席となっている。
座席のリクライニングやフットレストは電動となっており、最大141°まで傾斜する。
その他の設備としては、コンセントが1席あたり2か所設置されているほか、木製のハンガーやLED式読書灯が設置されている。

#### プレミアムグリーン

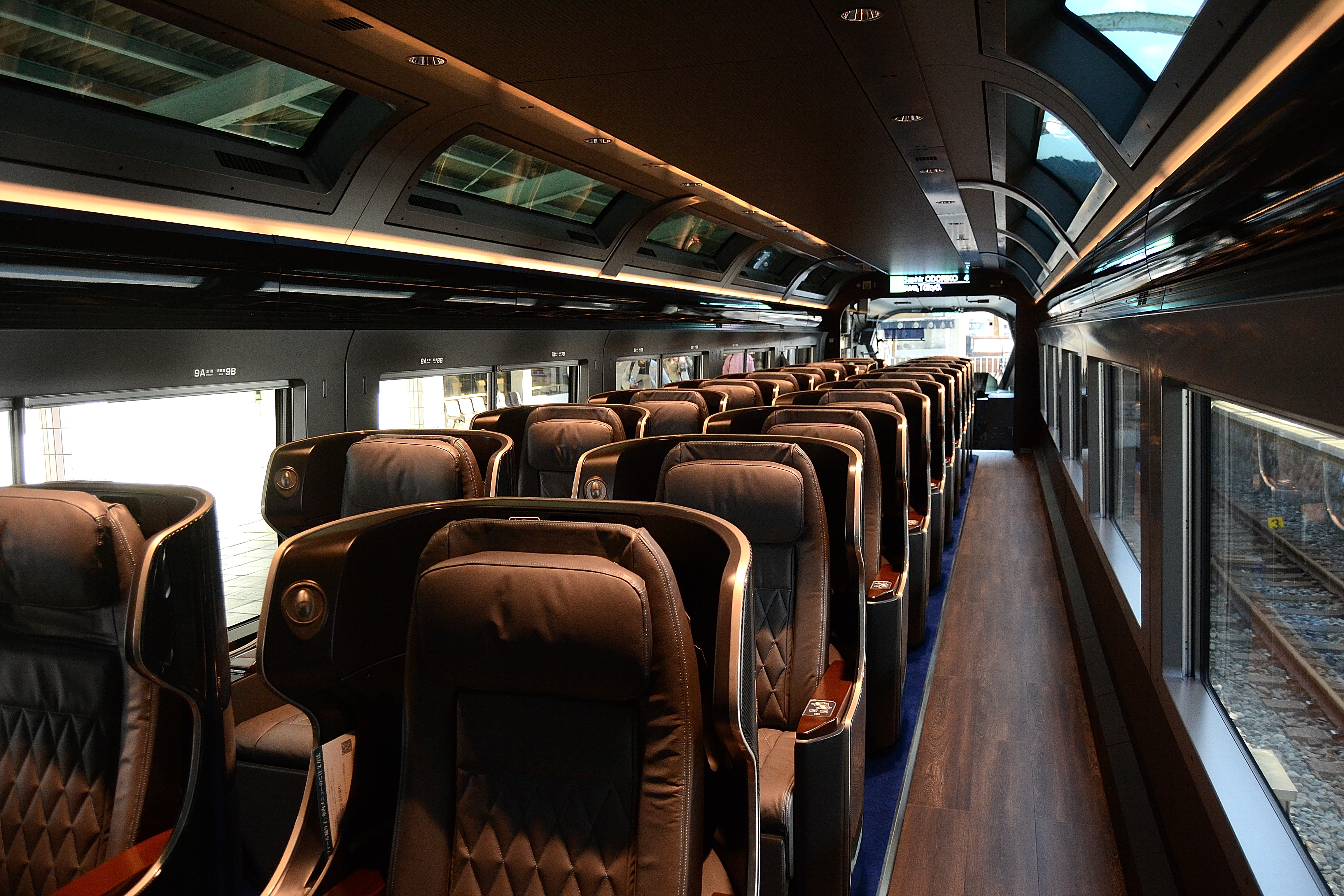
プレミアムグリーン

プレミアムグリーンは、東日本旅客鉄道（JR東日本）のE261系に設置されており、2020年3月14日から「サフィール踊り子」で設定されている。マークは、ブリリアントカットを図案化した独自のものが使用されている。
車内は山側を通路とし、海側にのみ2列シートを配置した構造。リクライニングおよびフットレストは電動となっている。座席は単純な前後転換のみならず45°左右に傾けることもでき、四人がX型に向かい合う配置にすることもできる。また、各座席1つずつコンセントが配置されている。

#### スーペリアグリーン車
スーペリアグリーン車は、西日本旅客鉄道（JR西日本）のキハ189系「はなあかり」編成に設置されており、2024年10月5日から同編成を使用する列車で設定されている。
車内にはパーテーションで区切られた1人掛けボックスシートが10区画設置されており、1人利用時と2人利用時で1人あたりの利用額が異なる個室に準じた料金体系となっている。各ボックスにはコンセントが設けられている。

#### グランクラス

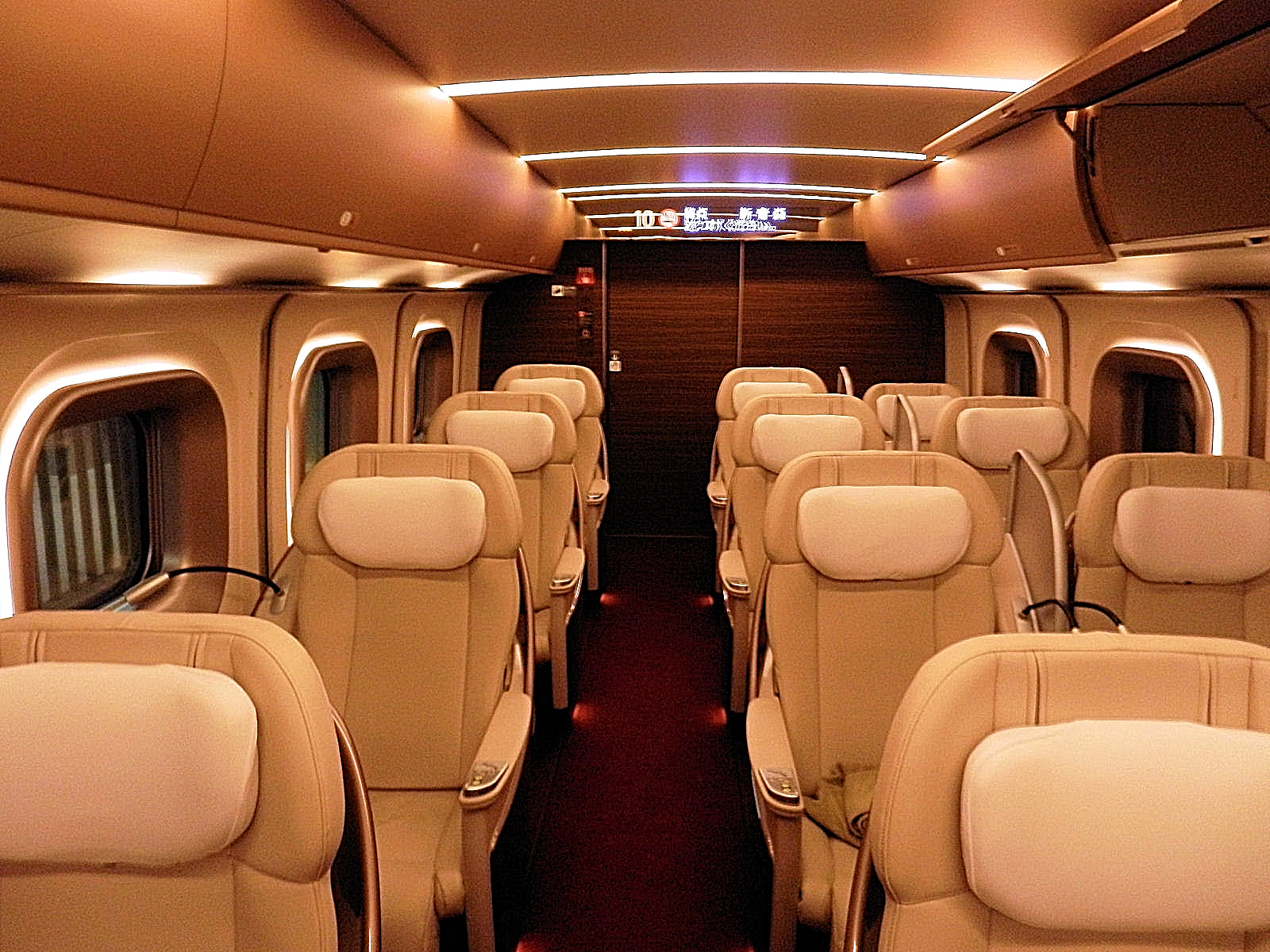
グランクラス

グランクラスは、北海道旅客鉄道（JR北海道）のH5系、東日本旅客鉄道（JR東日本）のE5系・E7系、西日本旅客鉄道（JR西日本）のW7系に設置されている。2011年3月5日に運行を開始し、2024年3月16日現在は、一部の「やまびこ」を除いた各車両充当列車に設定されている。
一部を除く「はやぶさ」および「かがやき」では専属アテンダントによる軽食・酒類・ソフトドリンクの提供があり、該当列車ではより高額な料金設定となっている。
車内には、従来の新幹線グリーン車と比べて座席の前後・左右幅を拡大した電動式のリクライニングシートを、1+2列で18席設置している。座席の向きは常に進行方向向きに固定されており、乗客が転換することはできない。

### 普通列車

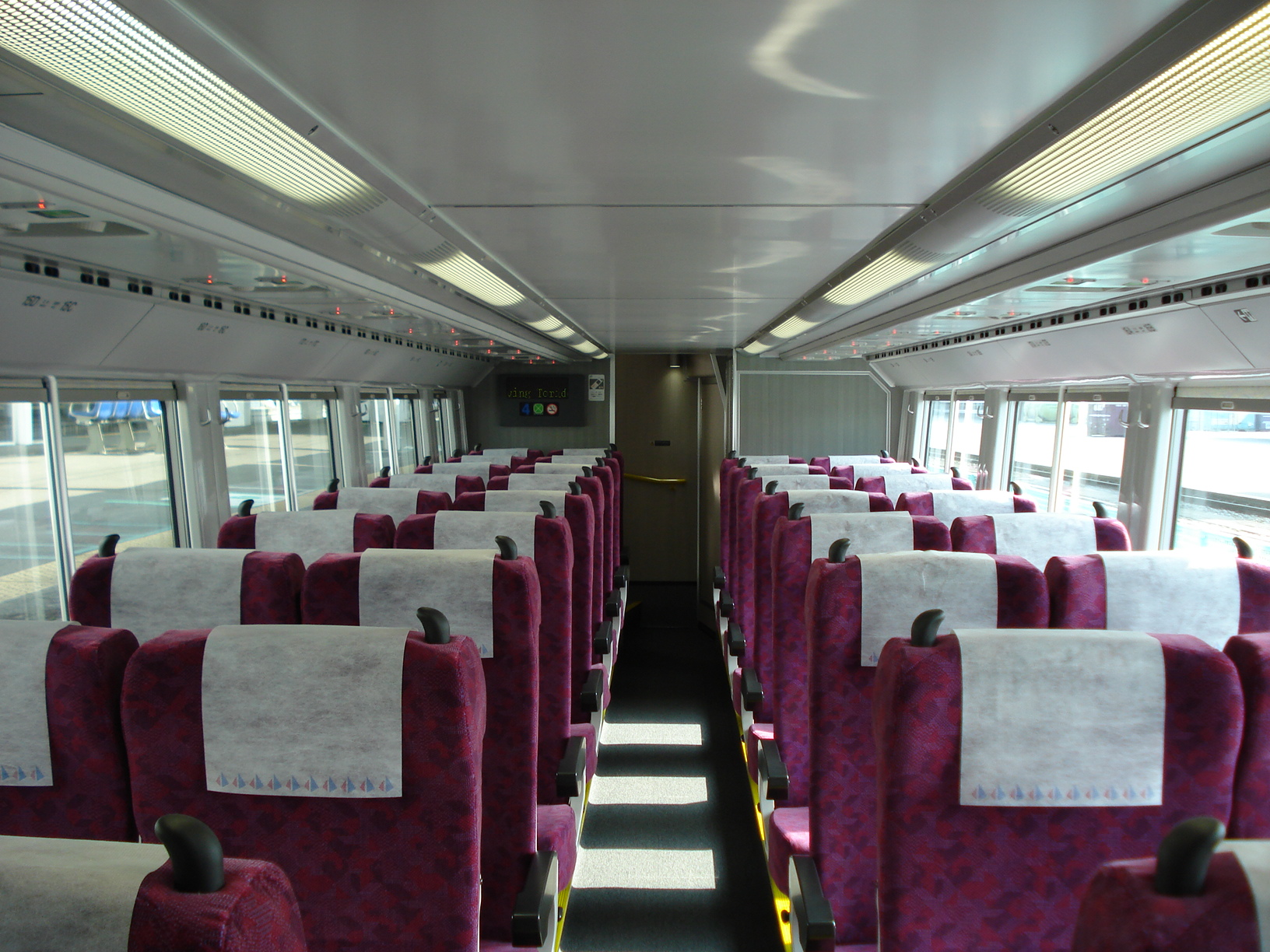
E531系グリーン車1階席

かつての二等車の名残であるが、元々普通列車のグリーン車＝旧二等車の連結は主要幹線では多くみられた。しかし、いわゆる急行列車の末端区間や間合い運用を除くと乗客が少なく、採算が取れないとの理由で大都市圏に連結される事例が多かった。
1960年代までの国鉄職員の通勤パスはグリーン車も利用可能であり、それなりの需要もあった。しかし満員電車を利用する一般利用者からの批判を受けることとなったことから、1969年11月末の通勤パスの有効期限切れをもって総裁以下、全職員のグリーン車利用を中止した。
かつては京阪神地区の東海道・山陽本線の快速・普通列車にも組み込まれていたこともあったが、普通列車においては1962年10月に1等車・2等車のクロハ69形車両の連結が混雑緩和を理由に廃止（後に同車両はロングシートの2等車クハ55形に格下げ）、その後1970年代には当時既に京阪間では競合私鉄に料金不要の転換クロスシート車を使用した電車特急群（京阪・阪急）が運行されていたことから利用率が低迷していた上に、新快速用として転換クロスシートを装備した117系がデビューしたこともあり、1980年10月1日のダイヤ改正でグリーン車は廃止された。ただし2019年からは、一部の新快速に「Aシート」として普通車指定席扱いながら特別座席が復活している。

#### 首都圏での展開

##### グリーン車連結区間

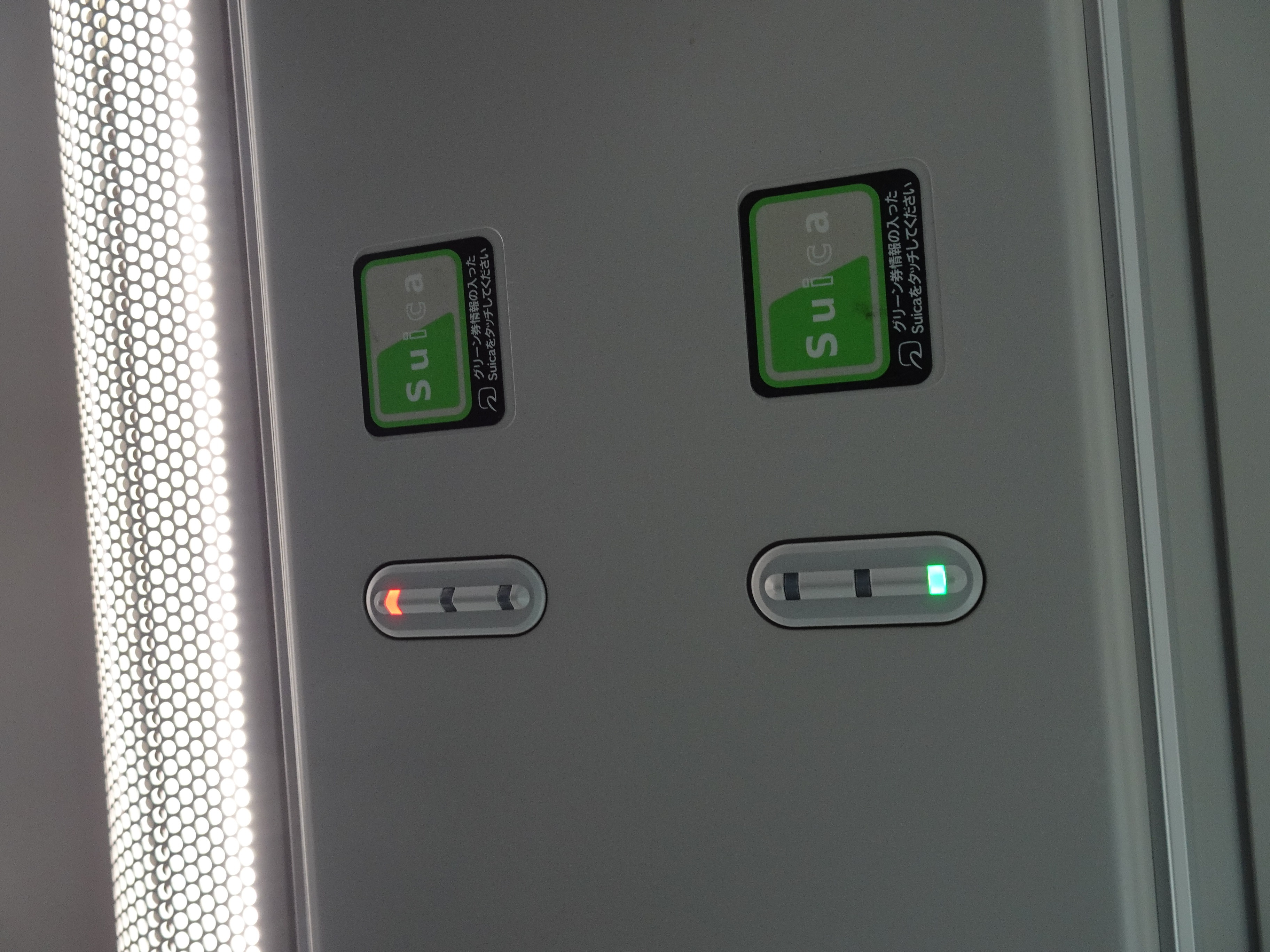
グリーン車の車内座席上部に設置されたリーダーライター。右側席（窓側）は着席後Suicaをタッチしたので緑ランプが点灯中。左側席（通路側）は空席なので赤ランプが点灯中。

首都圏のJR線では主に東京近郊区間の列車線を中心にグリーン車のサービスを展開している。2025年3月時点で、定期列車において普通列車（快速列車や類する種別を含む）にグリーン車が連結される系統と区間は以下の通りである（全て自由席）。
- 上野東京ライン（東海道線・宇都宮線・高崎線[* 16]）：沼津[* 17]・伊東 - 宇都宮[* 18]・前橋間
- 上野東京ライン（常磐線）：品川 - 高萩間
- 湘南新宿ライン：小田原・逗子[* 19] - 宇都宮[* 20]・前橋間
- 横須賀線・総武快速線[* 21]：久里浜 - 成東・成田空港・君津・上総一ノ宮[* 22]間
- 中央線・青梅線：東京 - 大月・青梅間[* 23]

2004年10月16日のダイヤ改正より、首都圏ではグリーン車Suicaシステムの導入および日本レストランエンタプライズ（2019年7月からはJR東日本サービスクリエーションに移管）によるグリーンアテンダントの乗務も行われている。また、発売箇所によって料金が異なる制度を首都圏限定で導入しており、2024年3月16日のダイヤ改正より「通常料金」と「Suicaグリーン料金」として購入方法で料金が異なる制度となった。

#### 不着席の扱い
定期列車において首都圏の普通列車グリーン車は全てが自由席であり、座席定員を超えてもグリーン券が発売されるため、確実に座れる保証はない。グリーン車乗車に際して「デッキ部分であってもグリーン券が必要」という旨の注意書きが車内とJR東日本のホームページに記載されている。この規則は首都圏の普通列車に限らず、特急列車を含むJR全線のグリーン車に適用される。ただし、グリーン車で着席できないために普通車へ移動する場合は、グリーンアテンダントに申し出て証明書を発行してもらい、駅の窓口でグリーン券とともに提出すると無手数料で払い戻しを受けられる。
なお、モバイルSuicaのグリーン券機能では個人端末からのオンライン購入という特性上、購入した場所に関わらずSuicaグリーン料金が適用されるため、実際に乗車あるいは車外から窓を通して見て、席が空いているのを確認・着席してから即時購入が可能であり、車内に入っても座れなければ払い戻し以前に購入せずにすぐ普通車に移動する行為もできる。ただしJR東日本は電波状況による購入失敗の可能性を理由として乗車前に購入するよう呼びかけており、乗務員による車内改札の時点で購入手続きが終了していなかった場合は、その場で通常料金でグリーン券を購入することとされている。

#### JR他社での事例
定期列車において普通列車グリーン車が設定されている事例は以下の通り。

##### JR北海道
「ホームライナー」（キハ261系を使用）に指定席グリーン車を設定している。

##### JR東海
「ホームライナー大垣」（681系・683系を使用）および「ホームライナー瑞浪」（383系を使用）に指定席グリーン車を設定している。グリーン車を利用する場合は乗車整理券は不要となる。
また、上述の通り東海道本線の熱海 - 沼津間にはJR東日本から直通する自由席グリーン車を設定している。ただしJR東海管轄区間のみ利用する場合、Suicaグリーン券が発売できないことから購入方法による料金の差異は設定していない。

##### JR西日本・JR四国
両社を直通する快速「マリンライナー」の大半の列車に指定席グリーン車を設定している（5000系を使用）。

##### JR九州
朝に日豊本線の佐伯→延岡間で運転される普通列車（787系を使用）に自由席グリーン車を設定している。また、特急「かささぎ」から種別を変更して運行される博多→吉塚間の普通列車（885系を使用）に自由席グリーン車を設定している。
このほか、特急「みどり」「みどり（リレーかもめ）」の早岐 - 佐世保間、特急「にちりん」「にちりんシーガイア」「ひゅうが」の宮崎 - 宮崎空港間は規則上普通列車として扱われるため、上記区間の相互間でグリーン車（指定席）を利用する場合は普通列車グリーン券が発売される。

### ジョイフルトレイン

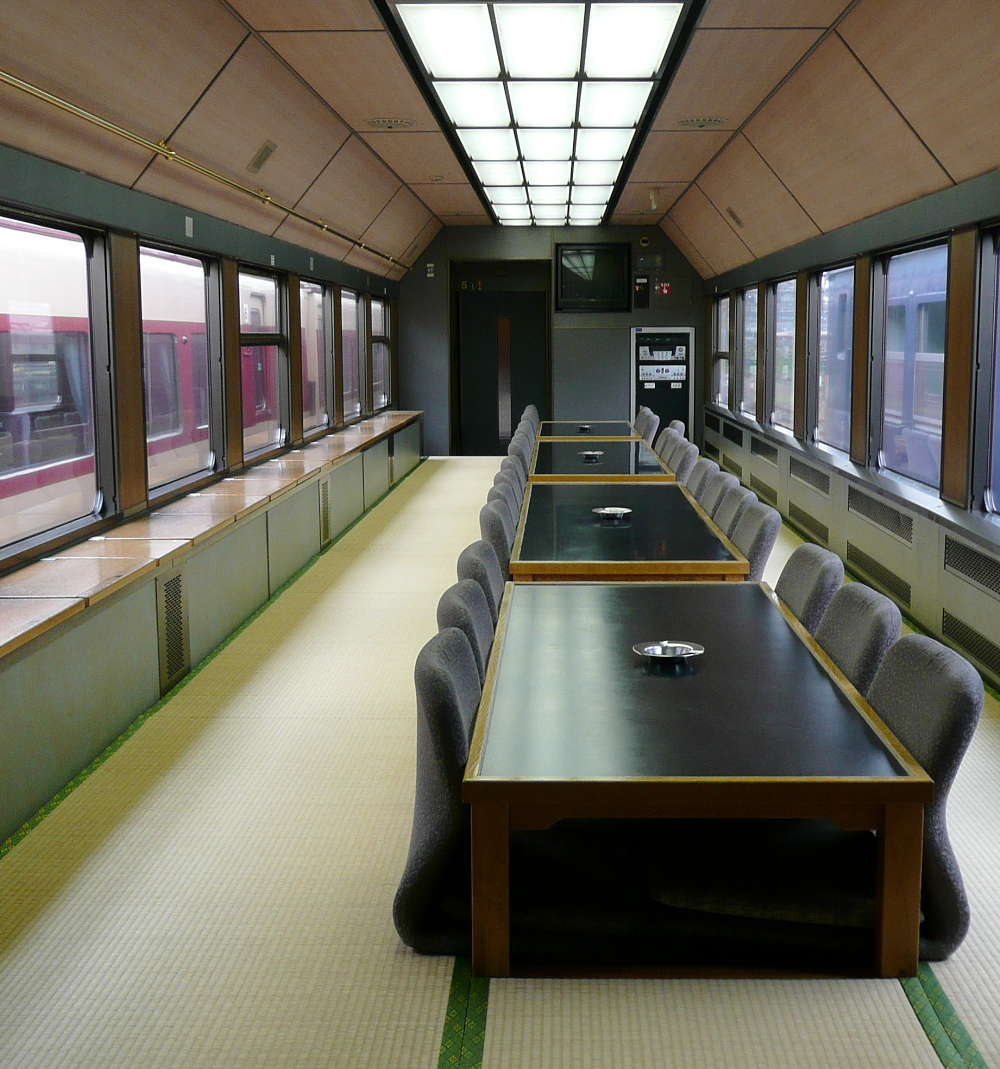
「宴」の車内

国鉄末期から多数の列車が登場したジョイフルトレインにおいてもグリーン車が連結されていた。当初は大半の車両がお座敷列車であったが、これらは全車グリーン車扱いとされた。
しかし2000年代に入るとジョイフルトレインに座席車が増え始め、モノクラス編成となるものも多くなっている。中には「グラシア」や「漫遊」のように、車内設備はそのままにグリーン車から普通車に格下げする例もあった。
2022年現在は、JR東日本の「和」、JR西日本の「サロンカーなにわ」にグリーン車が設定されており、いずれも全車グリーン車となっている。

### 観光列車

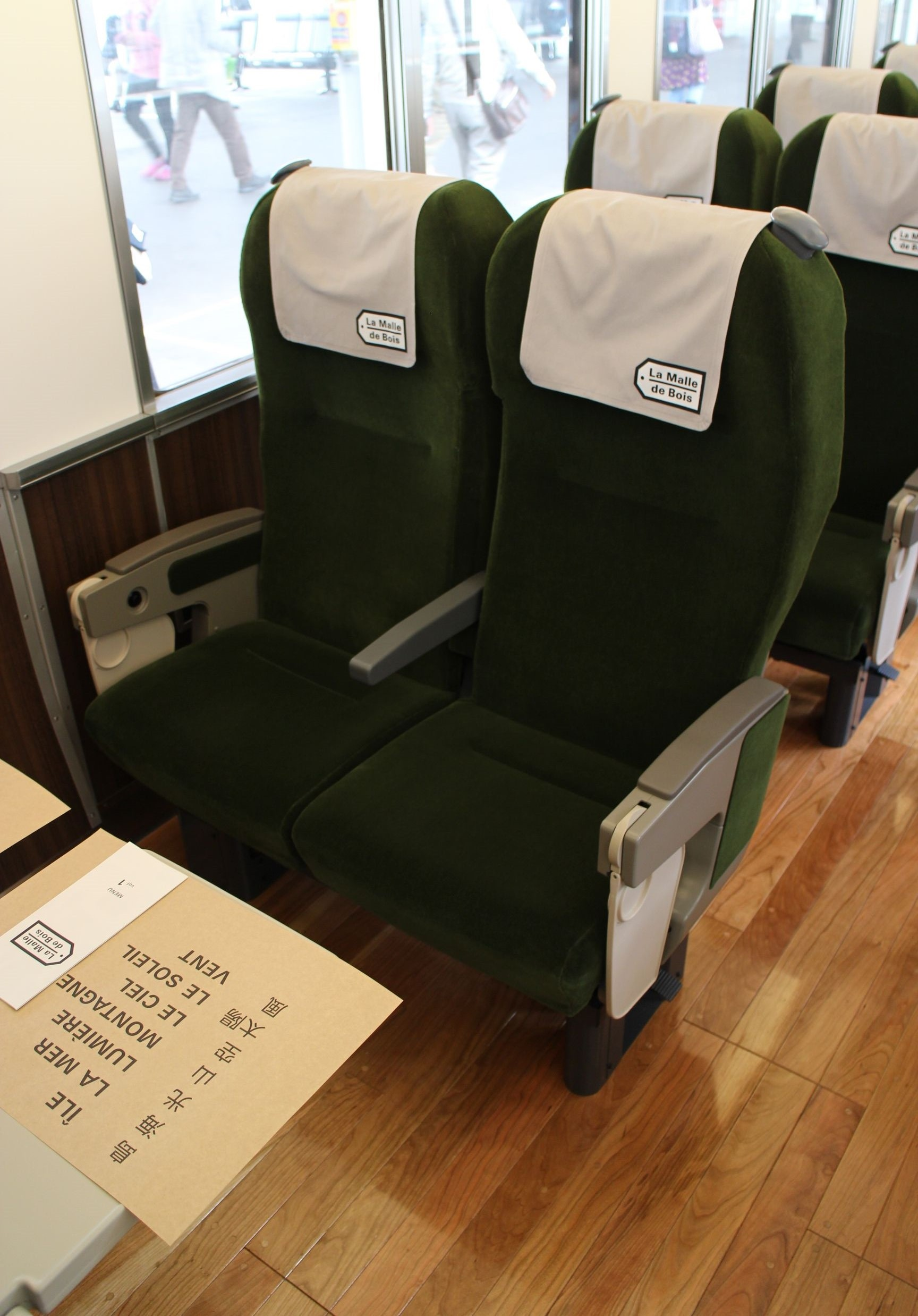
「ラ・マル・ド・ボァ」のグリーン席

1990年に五能線で運行開始した「ノスタルジックビュートレイン」が嚆矢である観光列車においては、当初から普通車指定席扱いとなるものが多く、グリーン車扱いになるものは稀であった。
しかし2010年代になると「伊豆クレイル」や「伊予灘ものがたり」といった豪華志向の観光列車が登場し、グリーン車を連結したものが増加した。
2024年現在はJR西日本の「ラ・マル・ド・ボァ」「etSETOra」「あめつち」「はなあかり」、JR四国の「瀬戸大橋アンパンマントロッコ」「伊予灘ものがたり」「四国まんなか千年ものがたり」「志国土佐 時代の夜明けのものがたり」、JR九州の「36ぷらす3」が全車グリーン車であるほか、JR東日本の「SLばんえつ物語」「ひなび（陽旅）」「SATONO」、JR西日本の「SLやまぐち号」の一部車両がグリーン車となっている。なお、飲食の提供を基本とする列車の車内設備は通常のグリーン車と異なり、食堂車のアコモデーションに準じた造りとなっている。

### 試験車両
試験車両においても、車内設備の実験としてグリーン車に相当する座席が設置されることがある。JR東日本の952形、E954形、E955形、E956形で見られた。特に、E956形にはグランクラスに相当する座席も設置されている。

## 船舶のグリーン席
船舶のグリーン席の設定としては、1988年まで国鉄・JRが運航していた鉄道連絡船のうち、青函航路および宇高航路にはグリーン船室が設けられていた。そのうち、青函航路については、座席指定席と自由席とで腰掛け自体も若干仕様が異なり、指定席は一人がけリクライニングの豪華なものであった。自由席には特急・急行用のリクライニングシートから転換機能を除いたような座席と、カーペットの敷かれた枡席との2種類があった。なお、枡席のグリーン船室には、枕が備え付けられていた。宇高航路については、航行時間が短いこともあり、自由席のみであった。
これらは、鉄道連絡船の使命でもある「鉄道輸送と一体となった鉄道運輸体系の延長」であり、鉄道運賃のそれの体系を踏襲する形であった。
現在、運航されている幾つかの航路において特別席が設けられているが、そのうち南海フェリーにおいて特別席がグリーン席となっている。
過去には、2006年より2024年にかけて、JR九州高速船が運航していた国際航路「ビートル号」の一部にグリーン席が導入されていた。

## JR以外のグリーン車
事実上JR（国鉄）路線網の一部を構成する鉄道や、JR（国鉄）との直通運転により、自社でグリーン車を保有し、運用するケースがある。また、自社車両を保有していなくても、JRからの乗り入れ列車がグリーン車を連結しているため、自社線内のグリーン料金を設定しているケースもある。以下会社名は五十音順とする。
なお、かつてJR東日本の485系がえちごトキめき鉄道日本海ひすいラインで、JR東海のキハ85系が伊勢鉄道伊勢線でグリーン車を連結していたが、どちらも会社線でのグリーン料金は不要となっていた。

### 現行におけるグリーン料金の設定会社
伊豆急行
自社保有の車両である100系にグリーン車を設け、グリーン料金も設定していたが、1985年（昭和60年）に普通列車での運用を廃止した。前後して「ロイヤルボックス」と称する特別席を100系と2100系「リゾート21」の各編成に設置したが、これも1990年代に入り需要減に伴う輸送量の落ち込みから普通列車への連結を中止。最終的には特急「リゾート踊り子」に使用される2100系「アルファ・リゾート21」編成の「ロイヤルボックス」がグリーン車として使用されるのみとなったが、こちらも同編成の「THE ROYAL EXPRESS」への改造のために2016年を最後に廃止された。
一方で、JR東日本からの乗り入れ列車でのグリーン車連結も急行「伊豆」時代から行われている。2021年時点では、特急「踊り子」「サフィール踊り子」が自社線内でグリーン車として営業している（後者はプレミアムグリーンも設定）。
WILLER TRAINS（京都丹後鉄道）
自社車両にグリーン車はないが、JR西日本より乗り入れる特急「はしだて」「はなあかり」がグリーン車を連結しており、グリーン料金を設定している。
智頭急行
自社のHOT7000系にグリーン車を連結しており、JR西日本に乗り入れる特急「スーパーはくと」でグリーン料金を設定している。
土佐くろしお鉄道
自社車両にグリーン車はないが、中村線・宿毛線系統ではJR四国より乗り入れる特急「あしずり」の一部がグリーン車を連結しており、グリーン料金も設定している。なお、かつては自社でもJR四国と共通仕様の2000系を保有しグリーン車も存在したが2020年に廃車している。
肥薩おれんじ鉄道
自社車両にグリーン車はないが、JR九州より乗り入れる特急「36ぷらす3」がグリーン車を連結しており、グリーン料金を設定している。なお、自社線内のみの利用はできない。

### 過去に設定があった会社
伊豆箱根鉄道
伊豆急行同様、駿豆線に乗り入れていた「伊豆」にグリーン車が存在したため設定が行われたが、1975年（昭和50年）までに終了した。
名古屋鉄道
自社で運行していた高山本線直通準急急行「たかやま」にグリーン車を設定。ただし利用率の低さから制度上3か月間程度と短期間であり、以降の設定がない。
北越急行
JR西日本・JR東日本に直通する特急「はくたか」にグリーン車が連結されていた。この直通運転のため、JR西日本と同形の681系と683系を自社保有していた。

### 乗り入れ用の車両のみ保有する（した）事業者
東武鉄道
特急「スペーシア日光」としてJR東日本に乗り入れる100系「スペーシア」の個室は、JR線内ではグリーン個室として営業している。ただし、東武線内では単に個室料金としての設定でありグリーン車とは扱われていない。
小田急電鉄（運用終了）
1991年（平成3年）3月16日から2012年（平成24年）3月16日まで、JR東海に乗り入れる特急「（ワイドビュー）あさぎり」に使用されていた20000形にグリーン車を設けていた。ただし、自社線および乗り入れる箱根登山線でこの車両を使用する場合には「スーパーシート」という名称の特別席として運用していた。